# Hárpia (madár)
A hárpia (Harpia harpyja) a madarak (Aves) osztályának és a vágómadár-alakúak (Accipitriformes) rendjébe, ezen belül a vágómadárfélék (Accipitridae) családjába tartozó Harpia nem egyetlen faja.
Panama hivatalos madara.

## Előfordulása
Mexikó déli részétől Brazílián keresztül Argentínáig megtalálható. A trópusi őserdőkben él.

## Megjelenése
A világ második legnagyobb termetű sasfaja. Testhossza 89–102 centiméter, szárnyfesztávolsága 176–224 centiméter. A tojó jóval nagyobb, mint a hím, testtömege 6–9 kilogramm, a hímé 4–4,8 kilogramm. Felborzolható tollbóbitája van. Csőre és karmai roppant erősek. Feje és hasi része piszkosfehér, nyaka és szárnyai kékesfeketék. Hosszú, keresztcsíkos farktollai a repülés közbeni gyors irányváltást teszik lehetővé.

## Életmódja
Nagy testéhez képest nagyon jól repül és navigál az erdő sűrű fái között. Majmokra és lajhárokra vadászik, a kisebb emlősöket és madarakat is megfogja.

## Szaporodása
Magas fákra rakja fészkét. A fészek vastagabb gallyakból épül, középen kehely alakú mélyedéssel. A hárpia csak minden második-harmadik évben költ. Fészekalja két tojásból áll, amelyen ötven napig kotlik. Többnyire csak az egyik fiókát sikerül a szülőknek felnevelniük.

## Védettsége
Az őserdők pusztítása és kisebb mértékben, de a vadászat is veszélyezteti a faj fennmaradását. Egyedszáma az utóbbi időkben drasztikusan csökkent.

## Képek

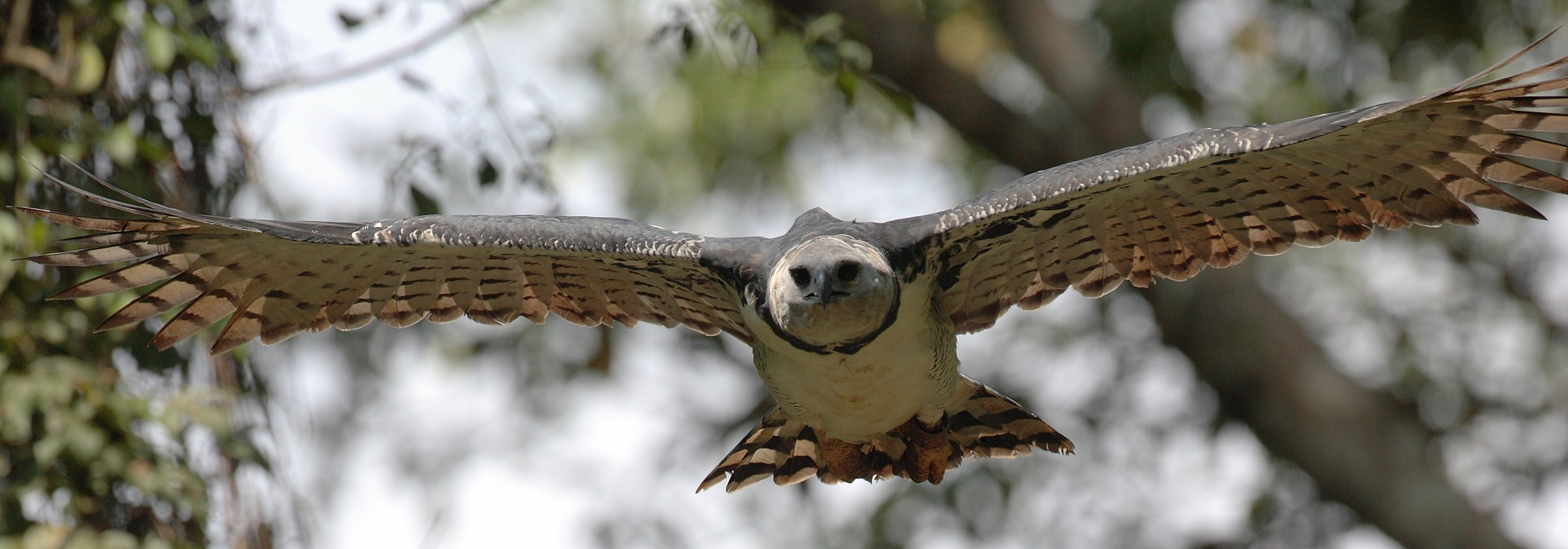
Félelmetes ragadozó
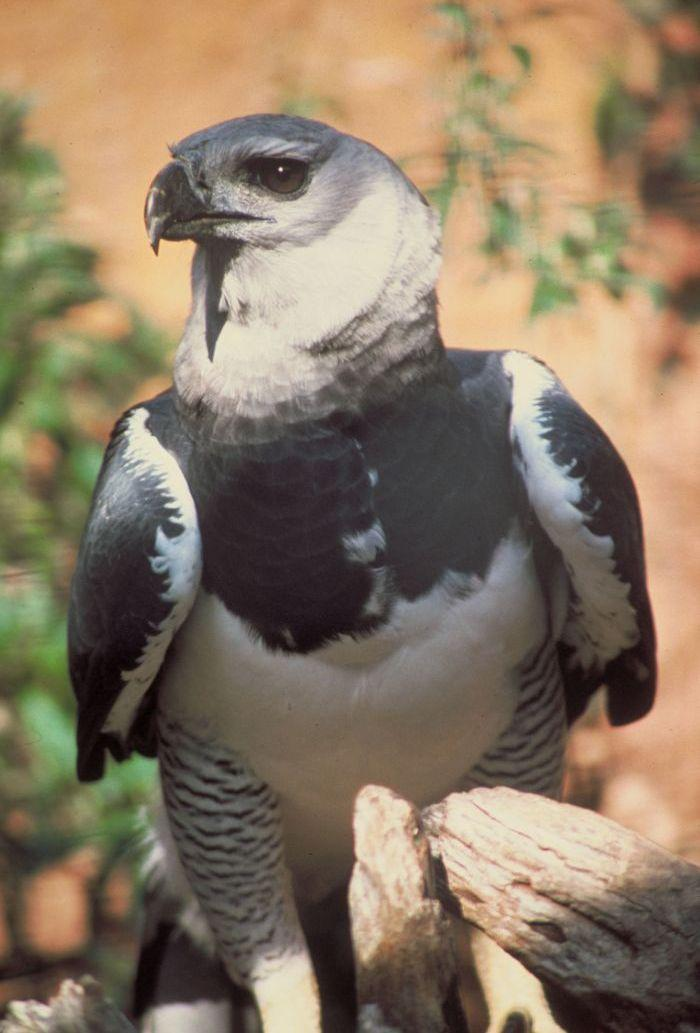